# روبرت نوزاريه
روبرت نوزارت (بالفرنسية: Robert Nouzaret)‏ ، من مواليد 29 سبتمبر 1943 في مارسيليا في فرنسا ، لاعب كرة قدم فرنسي سابق ، ومدرب كرة قدم فرنسي حالي.
بدأ مسيرته الكروية مع نادي ليون في عام 1964 ، ولعب معهم حتى عام 1969 ، وفي موسم 1969/1970 لعب مع نادي بوردو ، وفي عام 1970 انتقل إلى نادي مونبيلييه ، ولعب معهم حتى عام 1972 ، وفي عام 1972 انتقل إلى نادي غونغين ، ولعب معهم حتى عام 1974 ، وفي عام 1974 انتقل إلى نادي أراغو أورلينز ، ولعب معهم حتى عام 1976.
بدأ مسيرته التدريبية مع نادي مونبيلييه في عام 1976 ، ودربهم حتى عام 1980 ، وفي عام 1980 انتقل إلى تدريب نادي سانت داي ، ودربهم حتى عام 1982 ، وفي موسم 1982/1983 درب نادي بورغوس ، وفي عام 1983 انتقل إلى تدريب نادي مونبيلييه مرة أخرى ، ودربهم حتى عام 1985 ، وفي عام 1985 درب نادي ليون ، واستمر معهم حتى عام 1987 ، وفي موسم 1988/1989 درب نادي كان ، وفي عام 1996 درب منتخب ساحل العاج لكرة القدم حتى عام 1998 ، وفي عام 1998 درب نادي سانت إتيان حتى عام 2000 ، وفي موسم 2000/2001 درب نادي تولوز ، وفي موسم 2001/2002 درب نادي باستيا ، وفي عام 2002 عاد إلى تدريب منتخب ساحل العاج لكرة القدم ، ودربهم حتى عام 2004 ، وفي فبراير 2004 درب نادي مونبيلييه حتى سبتمبر 2004 ، وفي عام 2005 درب نادي مولودية الجزائر حتى ديسمبر 2005 ، ومنذ ديسمبر 2006 وهو يدرب منتخب غينيا لكرة القدم.

## روابط خارجية
- روبرت نوزاريه على موقع قاعدة بيانات كرة القدم.إي يو (الإنجليزية)
- روبرت نوزاريه على موقع Soccerway.com (الإنجليزية)
- روبرت نوزاريه على موقع كووورة